# Видимість (фільм, 2015)
«Видимість» (гінді दृश्यम, Drishyam) — індійський фільм 2015 року, детективний трилер режисера Нішиканта Камата. Ремейк однойменного фільму 2013 року, знятого в Моллівуді малаяламською мовою.
Прем'єра 163-хвилинного фільму відбулася 30 липня 2015 року. Продюсери: Абхішек Патак, Саріта Патіл, Аджит Андхаре, Кумар Мангат.
На середину лютого 2021 року перебуває на 247 місці рейтингу популярних фільмів IMDb.

## Акторський склад
| Актор        | Роль               |
| ------------ | ------------------ |
| Аджай Девган | Віджей Салгаонкар  |
| Шрія Саран   | Нандіні Салгаонкар |
| Ішіта Датта  | Анджу Салгаонкар   |
| Табу         | Меєра Дешмух       |
| Раджат Капур | Махеш Дешмух       |